# Benedikt Herles
Benedikt Herles (* 7. März 1984 in Starnberg) ist ein deutscher Autor und Ökonom.

## Leben
Benedikt Herles wuchs als Sohn des Fernsehjournalisten Wolfgang Herles in Bonn und München auf. 2008 schloss er ein Diplomstudium der Volkswirtschaftslehre an der Ludwig-Maximilians-Universität mit Auszeichnung ab. Anschließend promovierte er an der EBS Universität für Wirtschaft und Recht mit einer Arbeit über das Entstehen ökonomischer Wertvorstellungen. In den Jahren 2011 und 2012 arbeitete Herles als Unternehmensberater in verschiedenen Industrien. Seine Erlebnisse als Ökonomie-Student und Strategieberater motivierten Herles zum Verfassen einer Eliten- und Managementkritik unter dem Titel Die kaputte Elite – ein Schadensbericht aus unseren Chefetagen. Von 2013 an war Herles für verschiedene Venture-Capital-Fonds tätig. 2018 veröffentlichte Herles ein Buch unter dem Titel Zukunftsblind – Wie wir die Kontrolle über den Fortschritt verlieren. Aus der Sicht eines Wagniskapital-Investors diskutiert Herles darin technologische Megatrends und ihre Auswirkungen auf Wirtschaft, Gesellschaft und Politik.
Seit 2020 ist Herles Head of Sustainable Transformation bei KPMG.
Herles publiziert unter dem Titel Herles' Zukunftsblick eine regelmäßige Online-Kolumne für das Capital Magazin. Er schrieb für die deutsche GQ und Die Welt.

## Positionen und Rezeption
In seinen öffentlichen Äußerungen kritisiert Herles die intellektuelle Einseitigkeit der Management-Elite und ihrer Ausbildung. Der ehemalige Porsche-CEO Wendelin Wiedeking wertet Herles Beobachtungen als „unbestechliche Analyse der Managementprobleme unserer Wirtschaft.“
Herles kritisiert den Begriff der Digitalisierung, der seiner Meinung nach zu kurz greift. Vielmehr würden exponentielle technologische Umbrüche in einem „Wendepunkt der Zivilisationsgeschichte“ mit entsprechenden sozialen und gesellschaftlichen Konsequenzen resultieren. Gabor Steingart zu Herles' Perspektive: Er „öffnet uns nicht die Augen, er reißt sie uns auf“. Das Handelsblatt spricht von einem „Weckruf“.

## Bücher
- Zukunftsblind – Wie wir die Kontrolle über den Fortschritt verlieren. Droemer, München 2018, ISBN 978-3-426-27731-7.
- Die kaputte Elite – Ein Schadensbericht aus unseren Chefetagen. Knaus, München 2013, ISBN 978-3-8135-0555-9.
- Wert im Spiegel ökonomischer Rationalität – eine kritische Betrachtung. Eul, Lohmar/Köln 2011, ISBN 978-3-8441-0053-2.

## Auszeichnungen
- 2019 getAbstract International Book Award für das Buch „Zukunftsblind“
- 2020 Capital „Junge Elite – Top 40 unter 40“ (Kategorie Manager)[12]